# Sandrine Domain
Sandrine Domain (née le 6 septembre 1971 à Strasbourg) est une athlète française, spécialiste du triple saut.

## Biographie
Elle remporte deux titres de championne de France du triple saut, en 1991 et 2000.
Elle améliore à deux reprises le record de France du triple saut, établissant 13,42 m le 26 juillet 1991 à Dijon lors des championnats de France, et 14,15 m le 14 juillet 1996 à La Roche-sur-Yon.

### Palmarès
- Championnats de France d'athlétisme :
  - vainqueur du triple saut en 1991 et 2000

### Records
| Épreuve     | Performance | Lieu             | Date            |
| ----------- | ----------- | ---------------- | --------------- |
| Triple saut | 14,15 m     | La Roche-sur-Yon | 14 juillet 1996 |